# Scott Glenn
Theodore Scott Glenn, noto semplicemente come Scott Glenn (Pittsburgh, 26 gennaio 1941), è un attore statunitense.

## Biografia
Nato a Pittsburgh in Pennsylvania, figlio di Elizabeth e Theodore Glenn, è cresciuto vicino ai monti Appalachi e ha origini irlandesi e native americane. Durante l'infanzia ebbe seri problemi di salute a causa della scarlattina che lo costrinse a letto quasi un anno. Dopo essersi ristabilito ed aver terminato gli studi si iscrive al "William and Mary College" dove si diploma in lingua e letteratura inglese. Dopo aver studiato giornalismo passa tre anni nel corpo dei Marines. Terminata l'esperienza militare inizia a lavorare come giornalista di cronaca nera e a scrivere commedie. Per affinare il suo modo di scrivere ed aiutarsi nella stesura di una sua commedia decide di prendere lezioni di recitazione e si appassiona così tanto alla settima arte che si iscrive all'Actors Studio.
Dopo aver lavorato in teatro ed aver partecipato ad alcune serie tv, debutta sul grande schermo nel film A.A.A. Ragazza affittasi per fare bambino (1970). Dopo altre produzioni televisive ottiene un ruolo in Nashville (1975) di Robert Altman e Apocalypse Now (1979) di Francis Ford Coppola. Negli anni seguenti partecipa ai film L'ultima sfida (1982), Uomini veri (1983), Il fiume dell'ira (1984), Silverado (1985), Kidnapping - Pericolo in agguato (1987), Saigon (1988), Regina senza corona (1989) e Caccia a Ottobre Rosso (1990) .
Nel 1991 interpreta l'agente FBI Jack Crawford nel pluripremiato Il silenzio degli innocenti di Jonathan Demme e nello stesso anno recita in Fuoco assassino (1991) di Ron Howard. Negli anni successivi alterna partecipazioni a produzioni importanti, come Il coraggio della verità (1996), Training Day (2001), Buffalo Soldiers (2001), The Bourne Ultimatum - Il ritorno dello sciacallo (2007) ed a film indipendenti come Lesser Prophets e Larga distancia. Nel 2008 avrebbe dovuto ricoprire il ruolo di Clay Morrow nella serie tv Sons of Anarchy salvo poi essere sostituito da Ron Perlman. Nel 2015 interpreta Stick, un misterioso maestro di arti marziali che allena Matt Murdock, nella serie televisiva Daredevil dei Marvel Studios.

## Vita privata
Dal 1968 è sposato con Carol Schwartz e ha due figlie, Dakota e Rio.

## Filmografia parziale

### Cinema
- A.A.A. Ragazza affittasi per fare bambino (The Baby Maker), regia di James Bridges (1970)
- Nashville, regia di Robert Altman (1975)
- Fighting Mad, regia di Jonathan Demme (1976)
- Apocalypse Now, regia di Francis Ford Coppola (1979)
- American Graffiti 2 (More American Graffiti), regia di Bill L. Norton (1979)
- Urban Cowboy, regia di James Bridges (1980)
- Branco selvaggio (Cattle Annie and Little Britches), regia di Lamont Johnson (1981)
- Due donne in gara (Personal Best), regia di Robert Towne (1982)
- L'ultima sfida (The Challenge), regia di John Frankenheimer (1982)
- Uomini veri (The Right Stuff), regia di Philip Kaufman (1983)
- La fortezza (The Keep), regia di Michael Mann (1983)
- Il fiume dell'ira (The River), regia di Mark Rydell (1984)
- Silverado, regia di Lawrence Kasdan (1985)
- I 4 dell'Oca selvaggia II (Wild Geese II), regia di Peter Hunt (1985)
- Verne Miller: Chicago anni '30 (The Verne Miller Story), regia di Rod Hewitt (1987)
- Kidnapping - Pericolo in agguato (Man on Fire), regia di Elie Chouraqui (1987)
- Saigon (Off Limits), regia di Christopher Crowe (1988)
- Regina senza corona (Miss Firecracker), regia di Thomas Schlamme (1989)
- Caccia a Ottobre Rosso (The Hunt for Red October), regia di John McTiernan (1990)
- Il silenzio degli innocenti (The Silence of the Lambs), regia di Jonathan Demme (1991)
- Fuoco assassino (Backdraft), regia di Ron Howard (1991)
- Squadra investigativa speciale S.I.S. giustizia sommaria (Extreme Justice), regia di Mark L. Lester (1993)
- Il massacro degli innocenti (Slaughter of the Innocents), regia di James Glickenhaus (1994)
- La notte del fuggitivo (Night of the Running Man), regia di Mark L. Lester (1994)
- Reckless, regia di Norman René (1995)
- Pecos Bill - Una leggenda per amico (Tall Tale), regia di Jeremiah S. Chechik (1995)
- Il coraggio della verità (Courage Under Fire), regia di Edward Zwick (1996)
- La canzone di Carla (Carla's Song), regia di Ken Loach (1996)
- Potere assoluto (Absolute Power), regia di Clint Eastwood (1997)
- Tempesta di fuoco (Firestorm), regia di Dean Semler (1998)
- L'ultimo sceriffo (The Last Marshall), regia di Mike Kirton (1999)
- Il giardino delle vergini suicide (The Virgin Suicides), regia di Sofia Coppola (1999)
- Vertical Limit, regia di Martin Campbell (2000)
- Training Day, regia di Antoine Fuqua (2001)
- Buffalo Soldiers, regia di Gregor Jordan (2001)
- The Shipping News - Ombre dal profondo (The Shipping News), regia di Lasse Hallström (2002)
- Puerto vallarta (Puerto Vallarta), regia di Arthur Allan Seidelman (2004)
- Freedom Writers, regia di Richard LaGravenese (2007)
- The Bourne Ultimatum - Il ritorno dello sciacallo (The Bourne Ultimatum), regia di Paul Greengrass (2007)
- Surfer, Dude, regia di S. R. Bindler (2008)
- Come un uragano (Nights in Rodanthe), regia di George C. Wolfe (2008)
- W., regia di Oliver Stone (2008)
- Un anno da ricordare (Secretariat), regia di Randall Wallace (2010)
- Sucker Punch, regia di Zack Snyder (2011)
- The Paperboy, regia di Lee Daniels (2012)
- The Bourne Legacy, regia di Tony Gilroy (2012)
- The Barber, regia di Basel Owies, Nicola Morris (2014)
- Il labirinto del Grizzly (Into the Grizzly Maze), regia di David Hackl (2015)
- Greenland, regia di Ric Roman Waugh  (2020)
- The Hill, regia di Jeff Celentano (2023)

### Televisione
- Hawk l'indiano (Hawk) – serie TV, episodio 1x16 (1966)
- Giovani avvocati (The Young Lawyers) – serie TV, episodio 1x17 (1971)
- I Gorgoni (Gargoyles), regia di Bill L. Norton – film TV (1972)
- Le strade di San Francisco (The Streets of San Francisco) – serie TV, episodio 1x01 (1972)
- Quando l'estate muore (As Summers Die), regia di Jean-Claude Tramont – film TV (1986)
- The Tom Green Show - 1 episodio, (1995)
- Detective Monk (Monk) – serie TV, episodi 6x15-6x16 (2008)
- The Leftovers - Svaniti nel nulla (The Leftovers) – serie TV, 13 episodi (2014-2017)
- Daredevil – serie TV, 5 episodi (2015-2016)
- The Defenders – serie TV, 6 episodi (2017)
- Castle Rock – serie TV, 8 episodi (2018)
- Bad Monkey – serie TV, 5 episodi (2024)
- The White Lotus – serie TV, episodi 3x06-3x07-3x08 (2025)

## Doppiatori italiani
Nelle versioni in italiano delle opere in cui ha recitato, Scott Glenn è stato doppiato da:
- Ennio Coltorti in Potere assoluto, Training Day, Buffalo Soldiers, The Shipping News - Ombre dal profondo, Freedom Writers, Sucker Punch, The Bourne Legacy, The White Lotus
- Rodolfo Bianchi ne Il coraggio della verità, Il giardino delle vergini suicide, Camille, Un anno da ricordare, Daredevil, The Defenders
- Manlio De Angelis in Silverado, Caccia a Ottobre Rosso, Fuoco assassino, Vertical Limit
- Gino La Monica in L'ultima sfida, Il silenzio degli innocenti
- Sergio Di Stefano ne Il fiume dell'ira, W.
- Mario Cordova in Kidnapping - Pericolo in agguato, Squadra investigativa speciale S.I.S. giustizia sommaria
- Diego Reggente in Pecos Bill - Una leggenda per amico, The Bourne Ultimatum - Il ritorno dello sciacallo
- Luca Biagini in The Paperboy, Greenland
- Gianni Marzocchi in Branco selvaggio
- Paolo Poiret in Uomini veri
- Gabriele Carrara in La fortezza
- Michele Kalamera in Saigon
- Giorgio Lopez in Regina senza corona
- Davide Marzi ne Il massacro degli innocenti
- Oreste Rizzini in Reckless
- Massimo Corvo in La canzone di Carla
- Romano Malaspina in Detective Monk
- Vittorio Bestoso in Homeland Security - A difesa della nazione
- Gerolamo Alchieri in The Leftovers - Svaniti nel nulla
- Gianni Giuliano in Il labirinto del Grizzly
- Paolo Maria Scalondro in The Hill